# Espelho nos Olhos
Espelho nos Olhos é o álbum de estreia da Banda Azul, lançado em 31 de maio de 1988. Foi produzido por Janires, vocalista e principal compositor do grupo e ex-integrante do Rebanhão. É o único disco da banda com a participação do cantor, que morreria em janeiro de 1988 num acidente automobilístico, meses depois das gravações do registro e, assim, também foi o mais conhecido trabalho do conjunto.
O disco contém a forte influência criativa de Janires no repertório, autor de quase todas as faixas, exceto "Amigo Poeta", de autoria do tecladista Guilherme Praxedes. Musicalmente, mescla gêneros como o rock progressivo, pop rock e art rock com outros estilos, notadamente mais regionais, como o baião em "Baião Eletrônico" e a música popular brasileira em "Veleiro". Toda a parte de gravação foi realizada sem a participação de músicos externos.
Espelho nos Olhos é considerado um dos clássicos do rock cristão no Brasil, numa época em que o gênero era altamente incipiente no país. Foi o álbum que registrou a maior parte das últimas composições de Janires. Está presente em várias listas religiosas de melhores álbuns: Em 2015 foi considerado o 12º maior álbum da música cristã brasileira, em uma publicação encabeçada pelo portal Super Gospel, e em 2019 foi eleito o 5º melhor álbum da década de 1980 pelo mesmo veículo.

## Antecedentes e gravação
O músico Janires Magalhães Manso, fundador do grupo Rebanhão deixa-o com alguns discos e obras produzidas. Do Rio de Janeiro, muda-se para Belo Horizonte com seu violão com objetivo evangelístico, onde fez parte da Mocidade para Cristo, pregando e cantando nos eventos, além de apresentar um programa na rádio, chamado Ponto de Encontro, tendo lançado um LP de nome homônimo em carreira solo e dois compactos com o Quarteto Vida.
Na mesma época, Moisés di Souza, Dudu Batera e Guilherme Praxedes, após participarem e ganharem um festival de música, o Festsêmani em 1986, passaram a frequentar o "clubão" da Mocidade para Cristo e conheceram Dudu Guita, que se tornou o guitarrista da banda. Finalmente, conheceram Janires e este tornou-se o vocalista do grupo, que na época ainda se chamava MPC.

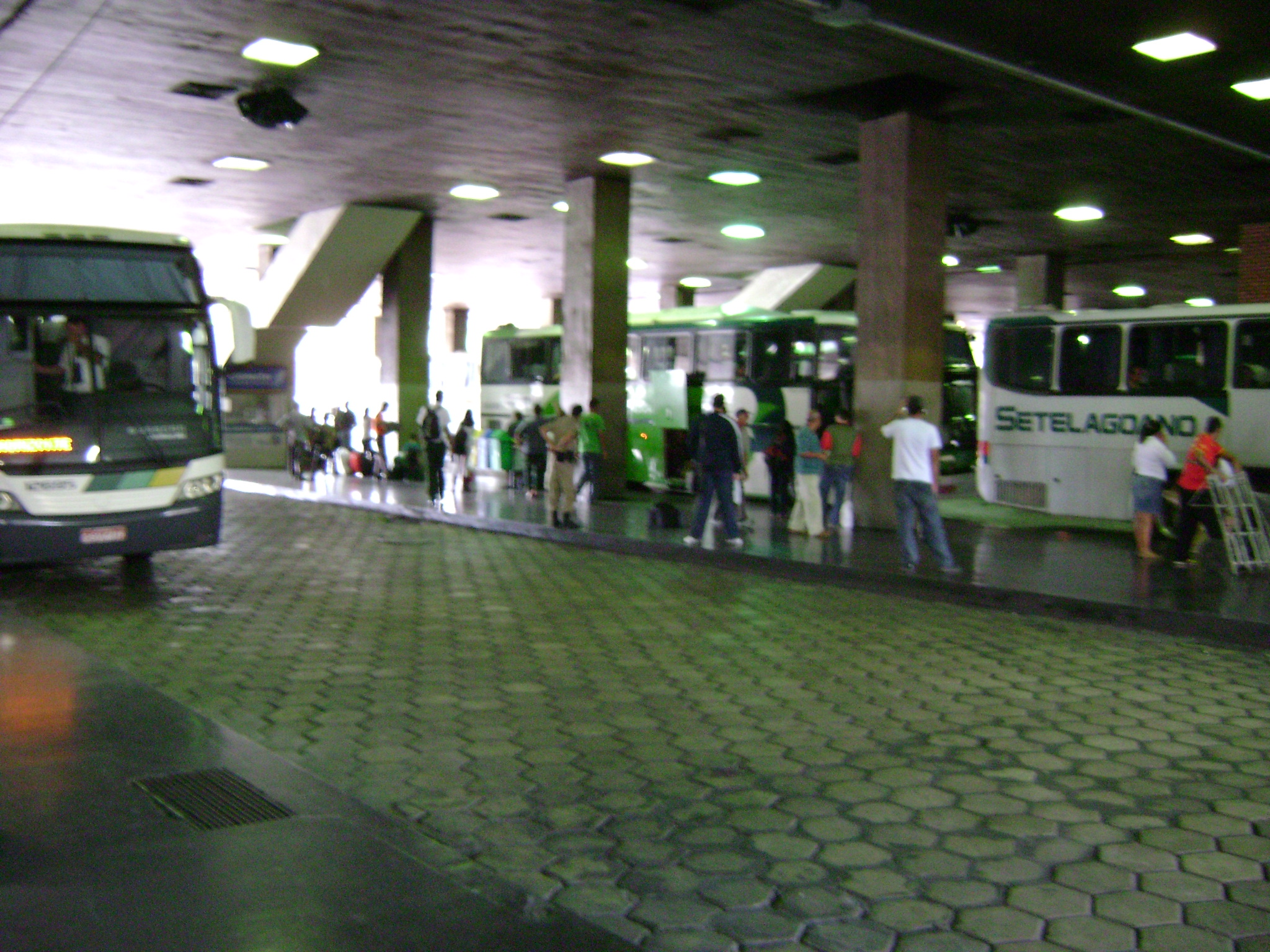
Área de embarque no Terminal Rodoviário de Belo Horizonte, onde Janires e Moisés estiveram em abril de 1987.

Durante um acampamento realizado pela MPC na cidade de Passos em novembro de 1986, com Moisés di Souza, Dudu Guita, Dudu Batera e Guilherme Praxedes surgiam as primeiras canções do primeiro disco da Banda Azul. Entusiasmados, seus membros se reuniam cerca de três a quatro vezes por semana para ensaiar, definir arranjos, unir e comentar as letras que vinham surgindo. Segundo um dos membros do grupo, a evolução musical a cada ensaio era notável.
Em abril de 1987, o grupo iria fazer seu primeiro show, indo para o Rio de Janeiro. No Terminal Rodoviário de Belo Horizonte, Janires e Moisés comiam num restaurante, quando os dois olharam para uma o rótulo de uma bebida europeia, intitulada Banda Azul. Aquele nome agradou de Janires, que disse a Moisés que esse deveria ser o nome da banda.
Ainda durante a viagem, os dois relembravam e riam do ocorrido na rodoviária, pois achavam o nome estranho. Ao usar o nome MPC, a situação era inviável, pois a cada evento seus membros tinham que explicar a sigla, e pior, tal nome pertencia à instituição religiosa a qual eram ligados. O primeiro evento com o nome "Banda Azul" foi realizado na capital fluminense, onde a banda se apresentou ao lado de Sinal de Alerta, Paulo César Graça e Paz e Cristina Mel. O produtor do evento ainda perguntou à banda o por quê daquele nome, e Janires respondeu: "É que entre nós não existe racismo. É azul claro pra um lado, e azul escuro pra outro."
A banda Azul começava a divulgar "Canção das Estrelas", e com o Som do Céu, um evento que reuniu quinze mil jovens na Praça do Papa em Belo Horizonte, o grupo se tornava notório na cidade e aos poucos no Brasil. A banda já recebia uma série de convites que enchiam a agenda do conjunto. Segundo o cantor Carlinhos Veiga, só em Goiânia a Banda Azul havia se apresentado seis vezes naquele ano.
Com a popularidade da banda, surgiu então a vontade de gravar o primeiro trabalho do conjunto. Ao voltar de uma viagem nos Estados Unidos, Janires estava feliz e se sentia inspirado para um novo projeto, e desde então o grupo se dedicou à gravação de Espelho nos Olhos. Em julho daquele ano, a banda estava no Rio de Janeiro, gravando a obra no Estúdio 464. Segundo Moisés di Souza, com os cuidados e o carinho em cada detalhe do disco já era possível prever a qualidade do trabalho.
Antes da finalização do projeto, na madrugada de 11 de janeiro de 1988, em Três Rios, município do Rio de Janeiro, o ônibus em que Janires estava se envolve em um acidente. O cantor estava partindo da capital fluminense em direção a um culto, e morreu. Quase mil pessoas estavam esperando por sua chegada na MPC, mas Janires não apareceu. O cantor também não teve a oportunidade de ter em suas mãos seu último disco finalizado e sequer conferir o projeto gráfico. Com sua morte, Moisés di Souza declarou que Espelho nos Olhos "já era histórico antes mesmo de ser lançado".
Janires foi sepultado em Brasília, no Cemitério Campo da Esperança, onde todos os integrantes da Banda Azul estiveram reunidos com familiares de Janires e outros músicos, como Carlinhos Felix, na época vocalista do Rebanhão. Sobre a repercussão da morte do músico, Carlinhos Veiga declarou:
| “ | Foram dias, meses, porque não dizer anos, de um profundo luto na MPC. Lembro-me como hoje o tanto que choramos naquele Som do Céu sem a presença de um de seus mentores, o velho Jajá. Quando a Banda Azul tocou tive que sair do circo tamanho nó na garganta. | ” |

## Estilo e influências musicais
"O trabalho mais importante do grupo, devido ao seu alto teor poético e também pelo esforço envolvido por cada um de nós para que o álbum fosse concluído. Como cada um trazia experiências diferentes musicais, o álbum ficou recheado de novas harmonias e frases musicais, que adentrou os corações da moçada da época. Antes do disco ser prensado veio o falecimento do Janires que nos deixou a principio meio desorientados, mas o seu legado deixado nos deu forças para continuar."

—Moisés di Souza, 2012.
Em seus trabalhos anteriores, Janires apresentou, como compositor, um material altamente poético e que musicalmente deriva de vários gêneros do rock. O mesmo aconteceu com o álbum de estreia da Banda Azul. Segundo o baixista da banda, a união criativa e as influências musicais de cada um gerou um trabalho rico, que viria a agradar muito bem a juventude da época.
A faixa-título, "Espelho nos Olhos" é uma canção autobiográfica de Janires, versando sobre seus sonhos, sua conversão religiosa, suas viagens pelo país e os amigos que fazia. Um dos versos da composição dá a entender que o músico sabia que em breve morreria. A única canção cantada e escrita por Guilherme Praxedes, "Amigo Poeta", é uma homenagem ao vocalista da banda. Em "Veleiro" e "Meninos da Rua", a poesia encontra-se forte, principalmente com as influências da música popular brasileira na primeira citada. "Coração Azul" faz uma referência ao fim do regime militar no Brasil e "Trem da Amizade" a vários artistas e músicos cristãos da época. A introdução psicodélica de "Canção das Estrelas", com um solo de guitarra e tons de teclado se tornou um dos destaques da obra.

## Lançamento e legado
| Críticas profissionais | Críticas profissionais |
| Avaliações da crítica  | Avaliações da crítica  |
| Fonte                  | Avaliação              |
| ---------------------- | ---------------------- |
| Super Gospel           | [ 13 ]                 |

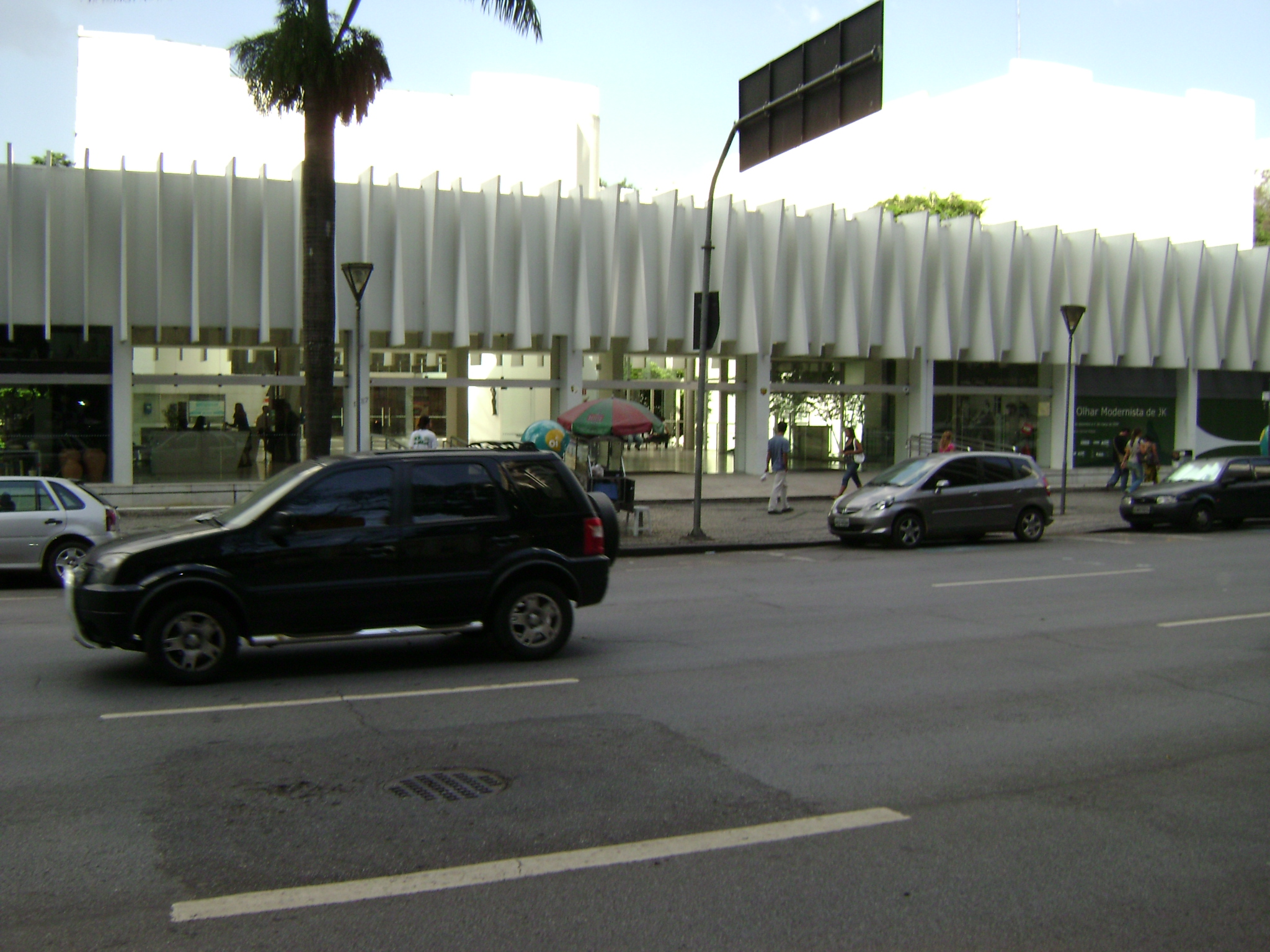
Fachada do Palácio das Artes, local onde a Banda Azul realizou o show de lançamento do álbum.

Mesmo com a morte de Janires, o grupo decidiu continuar e Guilherme Praxedes assumiu a posição de vocalista. O disco foi lançado oficialmente em 31 de maio de 1988, no Palácio das Artes, e seu lançamento foi noticiado pela mídia local de Belo Horizonte. A partir daí, o grupo passou a se apresentar em todo o Brasil, fazendo vários shows na Bolívia, participando num programa televisivo, até que em 1989 a banda gravou seu segundo disco, Final do Túnel.
Espelho nos Olhos foi aclamado pelo público cristão jovem em sua época e acabou se tornando um marco para seu nicho, e o principal dos motivos se deve à morte de Janires. Em 2004, o músico foi homenageado numa gravação ao vivo no Som do Céu, onde participaram amigos e pessoas próximas ao músico. Houve participações de Vencedores em Cristo, Carlinhos Veiga, Paulinho Marotta, além de outros cantores e a Banda Azul, que cantou três canções na voz de Guilherme Praxedes, sendo uma com participação de Marotta e uma na de Dudu Guita. O trabalho foi intitulado Tributo a Janires, e reuniu as principais canções do álbum, como "Espelho nos Olhos", "Amigo Poeta", "Foi por Você", "Coração Azul", "Veleiro" e "Canção das Estrelas". Todas essas canções foram incluídas no repertório.
Em dezembro de 2012, o cantor Carlinhos Felix lançou o álbum ao vivo Lindo Senhor cujo repertório trouxe a canção "Baião Eletrônico", desta vez regravada com um arranjo pop e rock. A faixa se tornou a música de trabalho do disco, cujo lançamento fora feito pela gravadora Sony Music Brasil. Sobre a regravação, o cantor disse: "'Baião Eletrônico' é um clássico, se vocês observarem, fiz um arranjo caprichado, para uma música de alto nível."
Na ocasião de seu lançamento, Espelho nos Olhos não recebeu avaliações da mídia especializada. Com os anos, análises retrospectivas aclamaram o seu conteúdo. A Lagoinha, por meio de Atilano Muradas, chegou a definir o álbum como "antológico". Em 31 de maio de 2018, por meio de uma crítica retrospectiva do Super Gospel, Thiago Junio declarou que o projeto é "uma produção contextualizada, de sua época, e ao mesmo tempo, à frente de seu tempo, tanto pela criatividade de Janires como por se orientar pela fé em Cristo para a qual ele se devotou até o fim". Três anos antes, em 2015, uma publicação, envolvendo vários portais notórios do segmento protestante, como o Super Gospel, Arquivo Gospel, O Propagador, Casa Gospel e outros, colocaram a obra em 12º lugar dentre os maiores álbuns da música cristã brasileira, considerando que o disco foi "o canto do cisne de Janires" e "um dos trabalhos mais ricos, musicalmente falando, dos anos 80". O projeto foi novamente contemplado em 2019 pelo mesmo veículo, ganhando o título de 5º melhor álbum da década de 1980.
Em 12 de outubro de 2023, a banda promoveu o relançamento de Espelho nos Olhos nas plataformas digitais.

## Faixas
Abaixo listam-se as faixas, compositores e vocais do disco.
| N.º            | Título                | Compositor(es)     | Vocais                                        | Duração |  |
| 1.             | "Canção das Estrelas" | Janires            | Janires, Guilherme Praxedes e Moisés di Souza | 4:20    |  |
| 2.             | "Espelho nos Olhos"   | Janires            | Janires                                       | 3:48    |  |
| 3.             | "Foi por Você"        | Janires            | Janires                                       | 3:30    |  |
| 4.             | "Amigo, Amiga"        | Janires            | Janires                                       | 2:52    |  |
| 5.             | "Veleiro"             | Janires            | Janires                                       | 3:58    |  |
| 6.             | "Baião Eletrônico"    | Janires            | Janires                                       | 2:50    |  |
| 7.             | "Amigo Poeta"         | Guilherme Praxedes | Guilherme Praxedes                            | 3:02    |  |
| 8.             | "Meninos da Rua"      | Janires            | Janires                                       | 2:58    |  |
| 9.             | "Coração Azul"        | Janires            | Janires                                       | 3:12    |  |
| 10.            | "Trem da Amizade"     | Janires            | Janires                                       | 3:20    |  |
| Duração total: | Duração total:        | Duração total:     | Duração total:                                | 33:54   |  |

## Ficha técnica
Abaixo listam-se os músicos envolvidos na produção e gravação do disco.
Banda
- Janires – vocal, produção musical, direção de estúdio e mixagem
- Guilherme Praxedes – teclado e vocal
- Moisés di Souza – baixo, violão nylon, vocal de apoio
- Dudu Guitarra – guitarra, violão ovation
- Dudu Batera – bateria

Equipe técnica
- Barney – técnico de gravação
- Ermínio – técnico de gravação e mixagem

Projeto gráfico
- Marcelo Ramos – design

- Zen Júnior – design